# Hrad na Stožecké skále
Hrad na Stožecké skále je zaniklý hrad na Stožecké skále v národním parku Šumava. Nachází se v katastrálním území České Žleby, asi 1,5 kilometru severně od Stožce.

## Historie
Historie dnes již téměř zapomenutého hradu, který stával nad údolím Studené Vltavy, zhruba pět kilometrů západně od jejího soutoku s Teplou Vltavou a jehož funkcí bylo střežit Zlatou stezku, která tudy vedla, je zatím neznámá. Hrad byl vystavěn někdy kolem poloviny 13. století, podle Augusta Sedláčka Vítkovci. Jak ovšem uvádí autoři publikace Tvrze a hrádky Prachaticka, je tato možnost nereálná, neboť Vítkovci až do 15. století neměli s obchodem na Zlaté stezce nic společného. O ochranu stezky se v té době starala vyšehradská kapitula spolu s pasovským ženským klášterem Niedernburg, je tedy možné za zakladatele označit právě kapitulu; vyloučit ovšem nemůžeme ani českého krále – v tomto případě se objevuje teorie o založení hradu v době snah o posilování královské moci po návratu budoucího krále Karla IV. do Čech v roce 1333. S jistotou můžeme existenci hradu zasadit do první poloviny 14. století, kdy již existovala nedaleká osada Volary. Po jejich založení význam hradu klesal, nicméně se nedá vyloučit možnost údržby hradu prachatickou vrchností v 15. a 16. století. V této době však již hrad nebyl využíván a postupně zpustl a zanikl. V roce 1581, ze kterého pochází první písemná zmínka o obci Stožec, je na místě hradu zmiňován pouze les.

## Archeologický výzkum
První zjišťovací průzkum na hradě provedl již v roce 1928 archeolog Ladislav Hájek, při němž objevil asi patnáct keramických úlomků. Hájek je zasadil do 14. století, naopak podle Helmuta Preidela pochází z druhé poloviny 13. století. Nálezy byly uloženy v dnes již neexistujícím muzeu v Horní Plané, po roce 1945 se zdejší sbírky dostaly do muzea v Českém Krumlově. V současné době již nejsou dohledatelné a jejich datace se tedy nedá ověřit.
V roce 1979 provedl archeolog Antonín Beneš ve spolupráci se správou CHKO Šumava ve Vimperku na místě hradu povrchový průzkum. Při něm se podařilo na místě předpokládané věže najít střepy pozdně středověké keramiky. V roce 1986 následoval průzkum vedený Jiřím Fröhlichem, přičemž nálezy z tohoto průzkumu jsou uloženy v Prachatickém muzeu – jedná se o úlomky keramiky, část kachle, železný hřebík a drobné zvířecí kosti. Dále tento soubor obsahuje úlomky nádob, kusy mís a pokliček, nalezený zlomek keramiky se podařilo zasadit mezi skupinu nádobkovitých kachlů s pravoúhlým ústím. Celý soubor byl zasazen do 14. století. Od Jiřího Fröhlicha pochází také první plánek hradního areálu.
Patrně nejrozsáhlejší archeologický průzkum hradu provedli v roce 1991 František Kubů a Petr Zavřel. Tento průzkum přinesl další řadu nálezového materiálu ze 14. a z počátku 15. století. Kromě toho se potvrdila řada hypotéz o podobě hradu.

## Popis a funkce hradu
Z hradu se zachovaly dnes již jen těžko identifikovatelné zbytky zdiva původní hradby, která vymezovala severní část asi 30 metrů dlouhého hradního areálu. Vlastní obytná budova, sloužící zároveň jako strážnice, stávala na skalnatém výběžku a její rozsah můžeme určit podle vysekaného půdorysu. Ačkoliv se jednalo o dřevěný objekt, archeologickým výzkumem zde byla potvrzena přítomnost kachlových kamen.
Archeologický průzkum z roku 1991 sice omezovala skutečnost, že se hrad nachází v přísně chráněné přírodní rezervaci, přesto v podstatě potvrdil teorii, že hlavní stavbou v hradním areálu byla obytná věž, čímž by se hrádek zařadil mezi tzv. donjonové hrady. Tento typ hradu býval na českém území hojně stavěn ve 13. století a setkáváme se s ním především u hradů, které měly plnit především strážní funkci. Tuto funkci hradu zvýrazňuje jeho poloha, kdy se nalézá nad částí Zlaté stezky mezi Českými Žleby a Soumarským mostem, ale umožňuje také kontrolovat patrně nejstarší část této stezky v údolí Studené Vltavy. Strážní funkci pak dle Jiřího Fröhlicha ještě více zvýrazňovala minimální rozloha hradu (30 × 15 metrů), nedaleký zdroj vody (dnešní Stožecká kaple) a především neosídlenost okolní krajiny a nepříznivé klimatické podmínky v oblasti. Svojí polohou se také řadí do skupiny tzv. horských hrádků.

## Přístup
Stožecká skála se nachází v první zóně národního parku Šumava. Přístupná je odbočkou z modře značené turistické trasy z Českých Žlebů do Černého Kříže. Podél odbočky je zároveň značená naučná stezka Na Stožeckou skálu.